# Макмюррей (Пенсільванія)
Макмюррей (англ. McMurray) — переписна місцевість (CDP) в США, в окрузі Вашингтон штату Пенсільванія. Населення — 4736 осіб (2020).

## Географія
Макмюррей розташований за координатами 40°16′53″ пн. ш. 80°5′15″ зх. д. / 40.28139° пн. ш. 80.08750° зх. д. (40.281468, -80.087433).  За даними Бюро перепису населення США в 2010 році переписна місцевість мала площу 7,94 км², уся площа — суходіл.

## Демографія
Згідно з переписом 2010 року, у переписній місцевості мешкало 4647 осіб у 1643 домогосподарствах у складі 1388 родин. Густота населення становила 585 осіб/км².  Було 1694 помешкання (213/км²).
Расовий склад населення:
| - 97,7 % — білих - 0,8 % — азіатів - 0,7 % — чорних або афроамериканців |

До двох чи більше рас належало 0,5 %. Частка іспаномовних становила 1,5 % від усіх жителів.
За віковим діапазоном населення розподілялося таким чином: 27,4 % — особи молодші 18 років, 58,4 % — особи у віці 18—64 років, 14,2 % — особи у віці 65 років та старші. Медіана віку мешканця становила 45,2 року. На 100 осіб жіночої статі у переписній місцевості припадало 98,1 чоловіків;  на 100 жінок у віці від 18 років та старших — 93,7 чоловіків також старших 18 років.
Середній дохід на одне домашнє господарство  становив 133 223 долари США (медіана — 101 719), а середній дохід на одну сім'ю — 144 520 доларів (медіана — 108 107). Медіана доходів становила 77 025 доларів для чоловіків та 50 761 долар для жінок. За межею бідності перебувало 2,6 % осіб, у тому числі 4,8 % дітей у віці до 18 років та 1,0 % осіб у віці 65 років та старших.
Цивільне працевлаштоване населення становило 2201 особа. Основні галузі зайнятості: освіта, охорона здоров'я та соціальна допомога — 20,2 %, виробництво — 16,7 %, науковці, спеціалісти, менеджери — 14,9 %.